# Fußgönheim

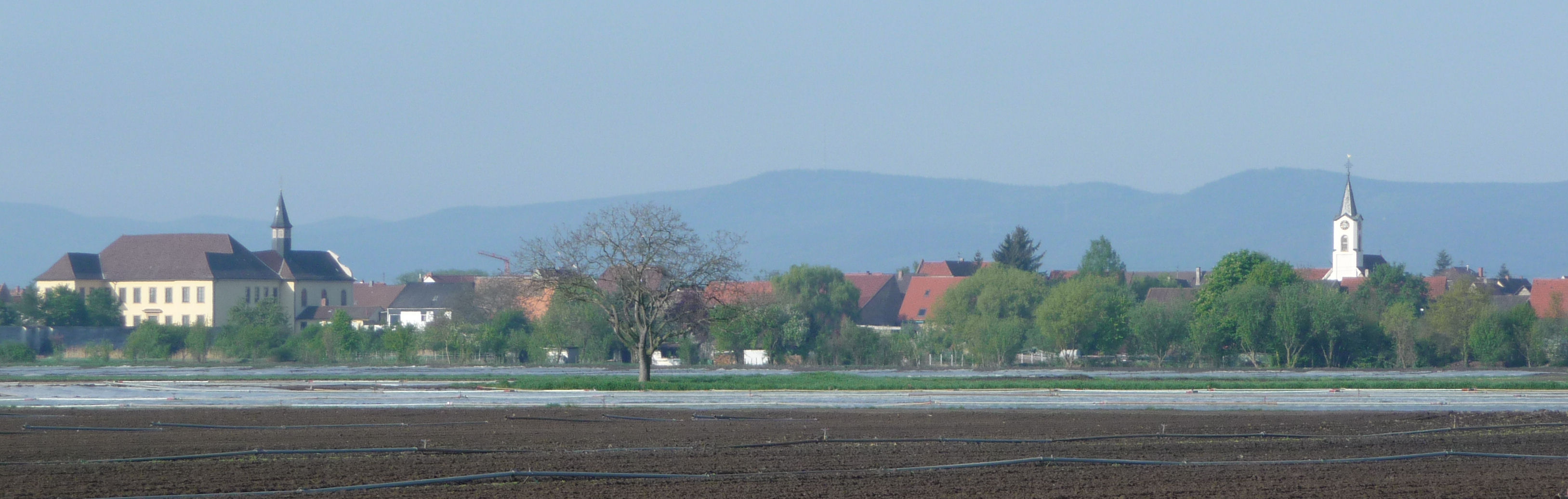
Blick auf Fußgönheim von Osten

Fußgönheim ist eine Ortsgemeinde im Rhein-Pfalz-Kreis in Rheinland-Pfalz. Sie gehört der Verbandsgemeinde Maxdorf an.

## Geographie
Fußgönheim liegt in der Oberrheinischen Tiefebene, ca. 7 Kilometer westlich von Ludwigshafen am Rhein (Stadtmitte). Durch den Ort fließt der Schwabenbach. Angrenzende Gemeinden von Osten im Uhrzeigersinn sind Ludwigshafen-Ruchheim, Dannstadt-Schauernheim, Ellerstadt, Birkenheide und Maxdorf. Zur Gemeinde gehören zusätzlich die Wohnplätze Am Bellenweg 1, Am Bellenweg 3, Am Lambsheimer Weg, Am Weisenheimer Weg, Kurzgewanne, Langgewanne, Riedgewanne, Hof am Steingewannweg.
Mitten durch das Siedlungsgebiet verläuft der Schwabenbach, der dort den Bewässerungsgraben Erlenbach überquert und im Osten der Gemarkung in den Floßbach mündet.

## Geschichte
Archäologische Funde weisen eine Besiedlung zur Zeit der Kelten und Römer hin, der erste gesicherte urkundliche Nachweis stammt aus dem Güterverzeichnis der Abtei Prüm aus dem Jahr 893.
Fußgönheim war von 900 bis 1100 im Besitz des salischen Kaiserhauses, später ging die Landeshoheit an die Kurpfalz über. Fußgönheim wurde in ein Oberdorf und ein Unterdorf geteilt und an die Familien von Falkenstein und von Bolanden verlehnt. Später wurde der bolandische Besitz an den Grafen von Leiningen verkauft. Der kurpfälzische Hofkanzler Jakob Tillmann von Hallberg aus dem Adelsgeschlecht Hallberg kaufte 1728 die Erbansprüche des Oberdorfs und ein Jahr später die des Unterdorfs, worauf ihm von Kurfürst Karl III. Philipp hoheitliche Rechte über das Dorf eingeräumt wurden. 1740 erbaute er das Hallberger Schloss mit Kirche und führte in dem seit der Reformation lutherischen Ort die katholische Konfession ein. Die Herrschaft der Familie Hallberg endete mit der Eroberung der Pfalz durch die Franzosen.
Von 1798 bis 1814, als die Region Teil der Französischen Republik (bis 1804) und anschließend Teil des Napoleonischen Kaiserreichs war, war Fusgenheim – so der damalige Name – in den Kanton Mutterstadt eingegliedert und unterstand der Mairie Ruchheim. 1815 wurde der Ort Österreich zugeschlagen. Bereits ein Jahr später wechselte der Ort in das Königreich Bayern und gehörte zum Bayerischen Rheinkreis, der 1837 in Pfalz umbenannt wurde.
Seit dem Abzug der Franzosen im Jahr 1818 unterlag die Führung der Gemeinde dem Bürgermeister und dem Gemeinderat. Verwaltet wurde der Ort zunächst vom Landkommissariat Speyer an; aus diesem ging 1862 das Bezirksamt Speyer  hervor. 1886 ging Fußgönheim an das neu gebildete Bezirksamt Ludwigshafen, aus dem 1939 der Landkreis Ludwigshafen am Rhein wurde, der seit 2004 Rhein-Pfalz-Kreis heißt.
Nach dem Zweiten Weltkrieg wurde der Ort innerhalb der französischen Besatzungszone Teil des damals neu gebildeten Landes Rheinland-Pfalz. Am 7. Juni 1969 wurde die BASF-Siedlung mit 1602 Einwohnern nach Maxdorf umgemeindet. Im Zuge der ersten rheinland-pfälzischen Verwaltungsreform wurde der Ort der neugeschaffenen Verbandsgemeinde Maxdorf zugeordnet.

## Bevölkerung

### Konfessionsstatistik
Mit Stand 30. Juni 2005 waren von den Einwohnern 48,0 % evangelisch und 26,5 % römisch-katholisch; 25,5 % waren konfessionslos oder gehörten einer anderen Glaubensgemeinschaft an. Der Anteil der evangelischen und katholischen Kirchenmitglieder an der Gesamtbevölkerung ist seitdem gesunken. Derzeit (Stand 31. Mai 2025) sind von den Einwohnern 30,3 % evangelisch, 19,7 % katholisch und 50,0 % sind konfessionslos oder gehören einer anderen Glaubensgemeinschaft an.

### Einwohnerentwicklung
Erste Angaben zur Bevölkerungszahl gibt es aus dem Jahr 1560, damals lebten etwa zwischen 150 und 200 Menschen in Fußgönheim. Bis ins 19. Jahrhundert war lediglich der heute östlich liegende Straßenzug, bestehend aus Hauptstraße und Ruchheimer Straße, besiedelt. Durch die Ansiedlung vieler Kleinbauern, Handwerker und Kaufleute kam es in der ersten Hälfte des 19. Jahrhunderts zu einem starken Bevölkerungsanstieg von etwa 500 Einwohnern im Jahr 1815 bis zu 1000 im Jahr 1840. In dieser Zeit fanden erste Besiedlungen in westlicher Richtung statt. Bis 1900 blieben die Ortsgrenzen praktisch unverändert, danach wurden Neuansiedlungen fast nur auf der westlichen Seite des Gründungskerns angelegt, da der Geländeabfall zur Niederterrasse an der östlichen Ortsgrenze dort das Bauen erschwerte. 1950 wurde eine Bevölkerungszahl von 1500 Einwohnern erreicht, vor allem durch Bebauung des westlichen Straßenzugs von Bahnhofstraße und Speyerer Straße. In den 1960er- und 1970er-Jahren gab es durch Ausweisung von Neubaugebieten den größten flächenmäßigen Zuwachs Fußgönheims, die Einwohnerzahl stieg auf 2565 im Jahr 1988.

## Politik

### Gemeinderat
Der Gemeinderat in Fußgönheim besteht aus 20 Ratsmitgliedern, die bei der Kommunalwahl am 9. Juni 2024 in einer personalisierten Verhältniswahl gewählt wurden, und der ehrenamtlichen Ortsbürgermeisterin als Vorsitzender.
Die Sitzverteilung im Gemeinderat:
| Wahl | SPD | CDU | FWG | Gesamt   |
| ---- | --- | --- | --- | -------- |
| 2024 | 5   | 6   | 9   | 20 Sitze |
| 2019 | 7   | 6   | 7   | 20 Sitze |
| 2014 | 9   | 7   | 4   | 20 Sitze |
| 2009 | 11  | 5   | 4   | 20 Sitze |
| 2004 | 11  | 6   | 3   | 20 Sitze |

### Bürgermeister
Heike Seifert-Leschhorn (CDU) wurde am 10. Juli 2024 Ortsbürgermeisterin von Fußgönheim. Bei der Direktwahl am 9. Juni 2024 war sie als einzige Bewerberin mit einem Stimmenanteil von 63,6 % für fünf Jahre gewählt worden.
Seifert-Leschhorns Vorgänger waren Jochen Schubert (FWG, Amtszeit 2019–2024) und Marie-Luise Klein (SPD, 1999–2019).

### Wappen
| Wappen von Fußgönheim | Blasonierung: „Geteilt und oben gespalten, oben rechts in Gold ein sechsspeichiges rotes Rad, oben links in Blau ein rotbewehrter silberner Adler, unten in Silber ein springender roter Fuchs.“                                                                                        |
| Wappen von Fußgönheim | Wappenbegründung: Der Fuchs verweist redend auf den Ursprung des Ortsnamens, der sich von Fuchs-Gönheim ableitet. Das Rad erinnert an die Bolandener und der Adler an die Leininger, beides ehemalige Ortsherren. Es wurde 1927 vom bayerischen Staatsministerium des Innern genehmigt. |

## Kultur und Sehenswürdigkeiten

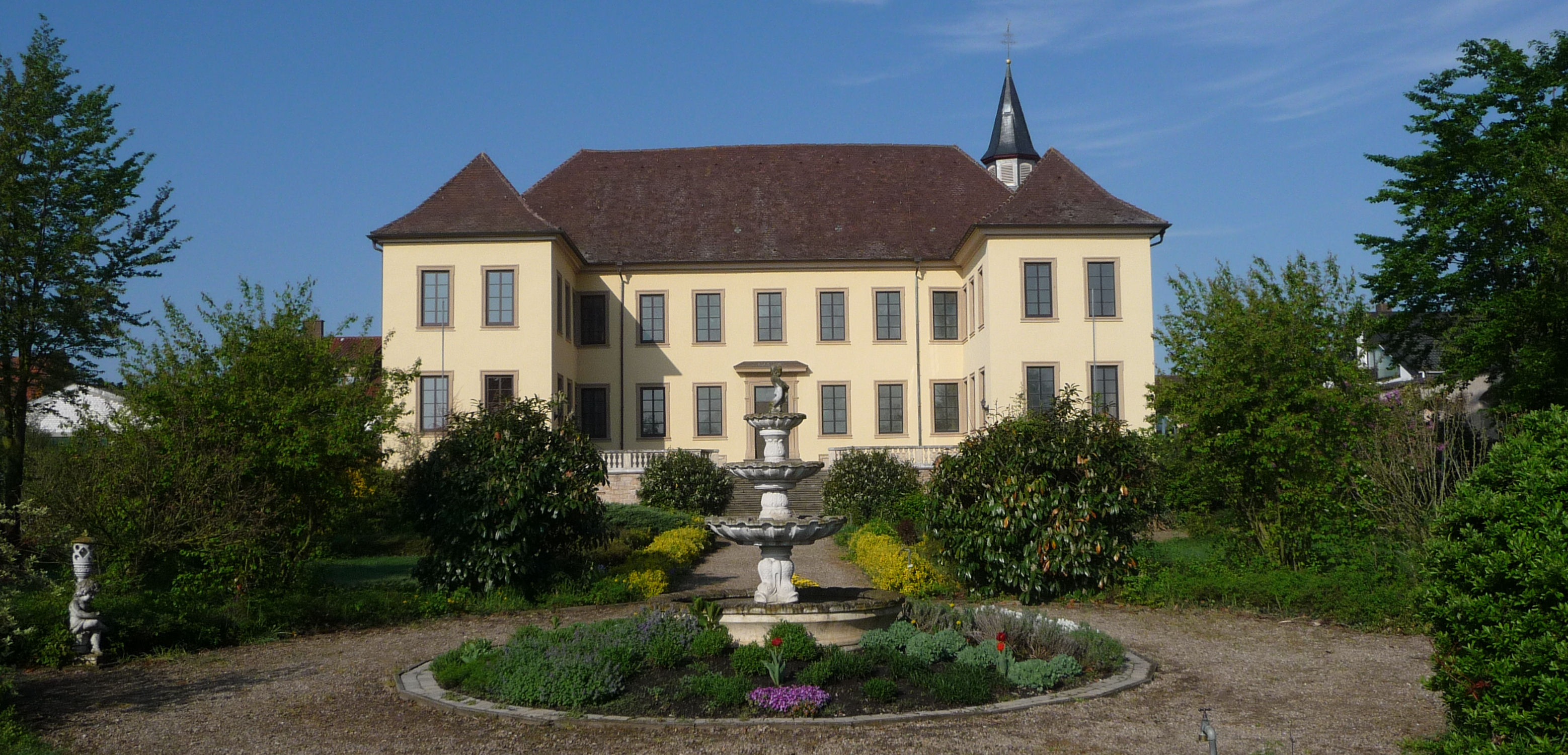
Hallbergsches Schloss

### Kulturdenkmäler
Der Ortskern und der jüdische Friedhof sind als Denkmalzonen ausgewiesen.
Hinzu kommen insgesamt 11 Einzelobjekte, die unter Denkmalschutz stehen, darunter die folgenden:
Das Hallbergsche Schloss wurde 1728–31 für den kurpfälzischen Kanzler Freiherr Jakob Tillmann von Hallberg erbaut. 1815 ging das Schloss in Privatbesitz und wurde als Laden, Scheune und Lager genutzt. 1972 wurde es von der katholischen Kirchengemeinde erworben und aufwendig restauriert.
Die zum Komplex gehörende barocke Schlosskirche St. Jakobus Major wurde 1740/41 errichtet.
Die protestantische Lutherkirche wurde 1732/33 erbaut. Auf dem Standort lässt sich bereits 1253 eine Kirche nachweisen. Der Speyerer Domdekan und Bischofselekt Eberhard von Randeck bewirkte ihre Inkorporation in das Speyerer Domstift. Aus Dank  stiftete das Domkapitel 1356 eine tägliche Messe für ihn und seine Angehörigen, auf dem von ihm errichteten St. Cyriakus-Altar. Dem Zelebranten wurde als Entlohnung u. a. stets ein Klosterweck gereicht, weshalb der frühmorgens im Dom gehaltene Gottesdienst allgemein Weckmesse hieß. Der heutige, rundbogige, mit Sandstein gegliederte Putzbau hat einen dreiseitigen Chorschluss und einen eingestalteten Fassadenturm, der zusammen mit der neuen Fassade 1842 gebaut wurde. Das Kirchenschiff wurde 1911 erhöht.

### Museen

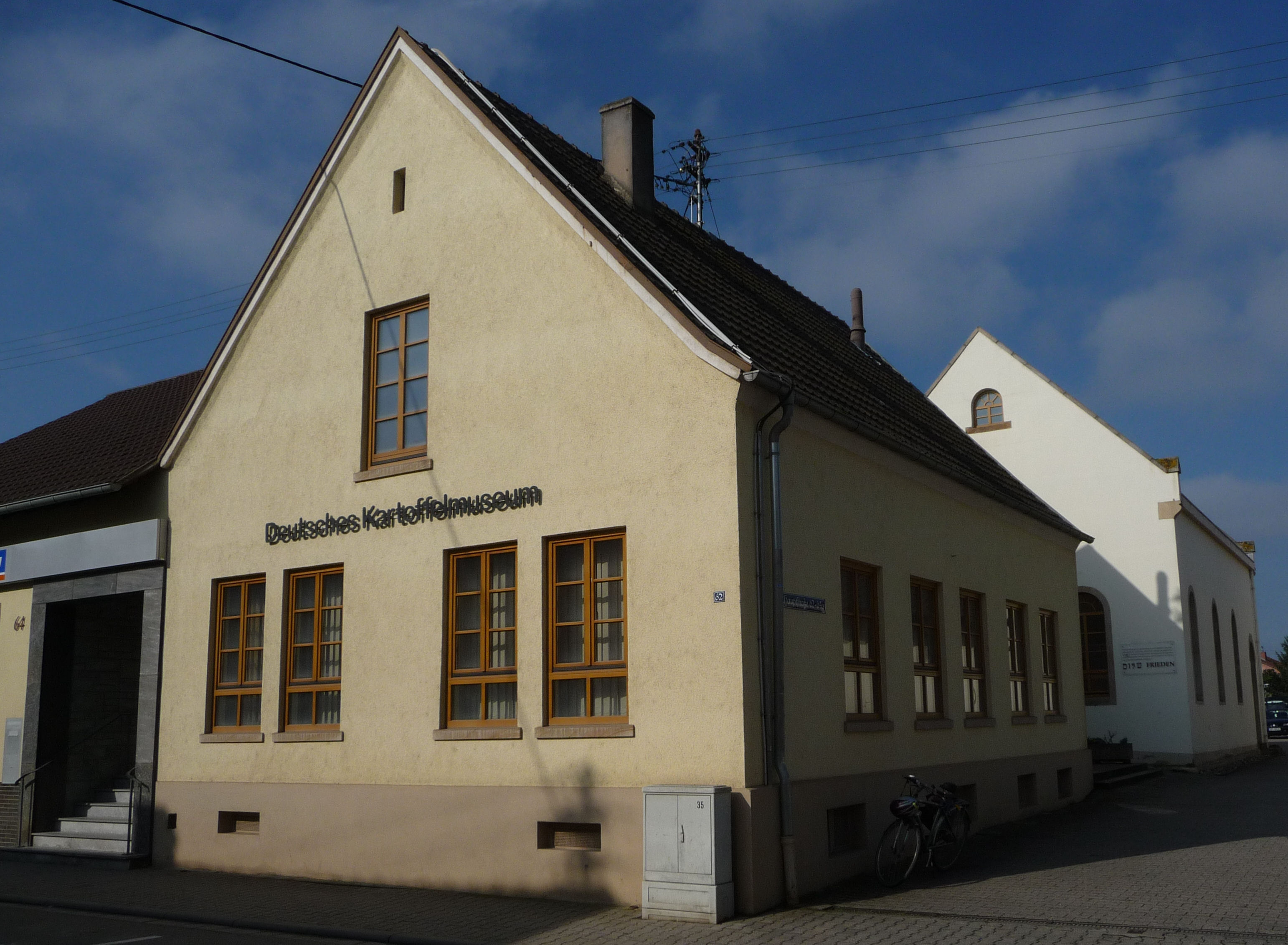
Deutsches Kartoffelmuseum

Das Deutsche Kartoffelmuseum zeigt eine Ausstellung rund um den Kartoffelanbau. Es befindet sich seit 1997 in der 1842 erbauten ehemaligen Synagoge. Das Heimatmuseum Fußgönheim ist im Hallbergschen Schloss untergebracht.

### Vereine
Fußgönheim verfügt über eine Gruppe des CVJM, die im Landesverband CVJM Pfalz organisiert ist. Mit dem ASV Fußgönheim existiert vor Ort zudem ein Fußballverein.

## Wirtschaft und Infrastruktur

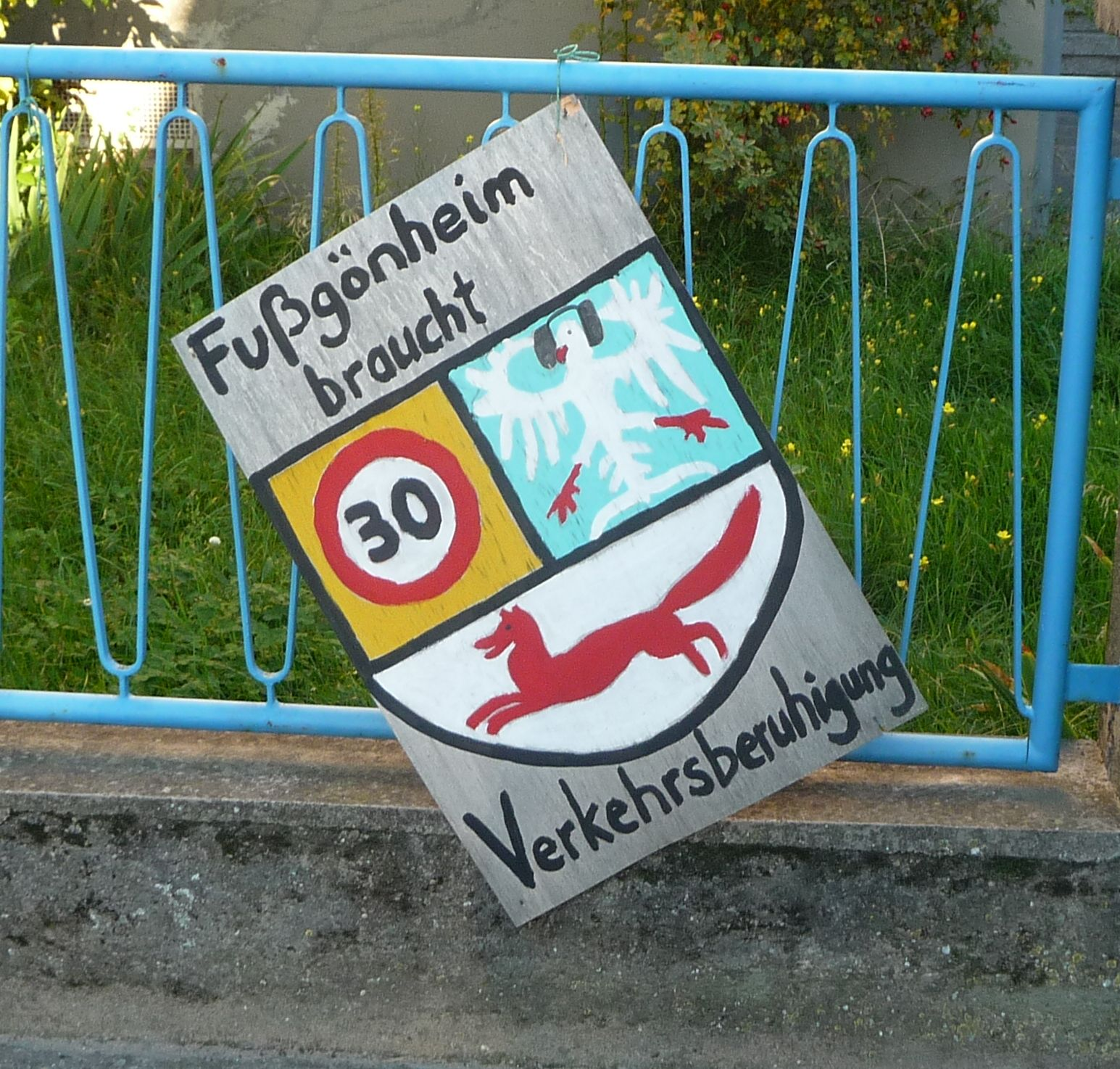
Plakat in der Ortsmitte von Fußgönheim

### Wirtschaft
Fußgönheim war Sitz des in den Jahren 1988 und 1989 bestehenden Formel-1-Rennstalls Rial Racing.

### Verkehr
Durch die Gemeinde führen die Landesstraße 454, die von Speyer nach Obersülzen verläuft und  Landesstraße 525, die von Wachenheim an der Weinstraße nach Ludwigshafen führt; in der Ortsmitte treffen sie aufeinander. Nördlich von Fußgönheim verläuft die Bundesautobahn 650 (Bad Dürkheim–Ludwigshafen).
Durch die Rhein-Haardtbahn (Mannheim–Bad Dürkheim), eine Schmalspurbahn, ist der Ort seit 1913 an das Schienennetz angeschlossen. Fußgönheim gehört zum Tarifgebiet des Verkehrsverbunds Rhein-Neckar.

### Bildung
Im Ort gibt es einen Kindergarten, eine Grundschule und eine Gemeindebücherei.

### Behörden
Die Gemeinde gehört zum Zuständigkeitsbereich des Amtsgericht Ludwigshafen am Rhein.

## Persönlichkeiten

### Söhne und Töchter der Gemeinde
- Carl Leibl (1784–1870), Musiker und Domkapellmeister in Köln.

### Personen, die vor Ort gewirkt haben
- Ludwig Frank, 1792/93 Mitglied des Rheinisch-Deutschen Nationalkonvents
- Christian Grimm  (* 4. Februar 1987), Fußballspieler, spielte beim ASV Fußgönheim.
- Frank-Joachim Grossmann (* 1958), Künstler und Grafiker, hielt 1991 in der Schloßscheune eine Einzelausstellung ab
- Heinrich Theodor von Hallberg (1725–1792), kurpfalz-bayerischer Diplomat, besaß ab 1788 das Schloss und Güter in Fußgönheim.
- Jakob Tillmann von Hallberg (1681–1744), kurpfälzischer Kanzler, ließ das Hallbergsche Schloss erbauen.
- Rainer Hauck (* 16. Januar 1978) Bundesliga-Fußballspieler, spielte beim ASV   Fußgönheim.
- Gruppe konkret, Künstlergruppe der Konkreten Kunst hielt 2002 im  Hallbergschen Schloss eine Ausstellung ab
- Stephan Lederer (1844–1923),  Priester und Heimatforscher, von 1906 bis 1912 katholischer Pfarrer in Fußgönheim.
- Jakob Merk, seit 1984 Träger des Verdienstorden des Landes Rheinland-Pfalz
- Giovanni Antonio Pellegrini (1675–1741), venezianischer Historienmaler, schuf das Hochaltarbild der Schlosskirche in Fußgönheim.
- Eberhard von Randeck (* ?; † 1372), Bischof von Speyer, inkorporierte die Pfarrei Fußgönheim zum Speyerer Domstift.
- Adam Ritzhaupt (1882–1976), evangelischer Pfarrverwalter in Fußgönheim im Jahre 1907.